# Frédéric Cassivi
Frédéric Cassivi (* 12. Juni 1975 in Sorel, Québec) ist ein ehemaliger kanadischer Eishockeytorwart, der im Verlauf seiner aktiven Karriere unter anderem für die Atlanta Thrashers und Washington Capitals aus der National Hockey League gespielt hat.

## Karriere
Der 1,93 m große Goalie begann seine Karriere in der kanadischen Juniorliga QMJHL, bevor er beim NHL Entry Draft 1994 als 210. Spieler in der neunten Runde von den Ottawa Senators ausgewählt (gedraftet) wurde.
Cassivi verbrachte einige Jahre bei verschiedenen Farmteams der Senators, 1999 wurde er dann als Free Agent von der Colorado Avalanche verpflichtet. Dort wurde er nur im Farmteam der Avalanche den Hershey Bears in der AHL eingesetzt. 2002 wurde Cassivi von der Avalanche zu den Atlanta Thrashers transferiert. Hier bekam er zwar in der folgenden Zeit vereinzelte NHL-Einsätze, schaffte den dauerhaften Sprung in den Stammkader jedoch nicht und verbrachte die meiste Zeit bei den Chicago Wolves in der AHL. In der Saison 2004/05 spielte er für die Cincinnati Mighty Ducks.

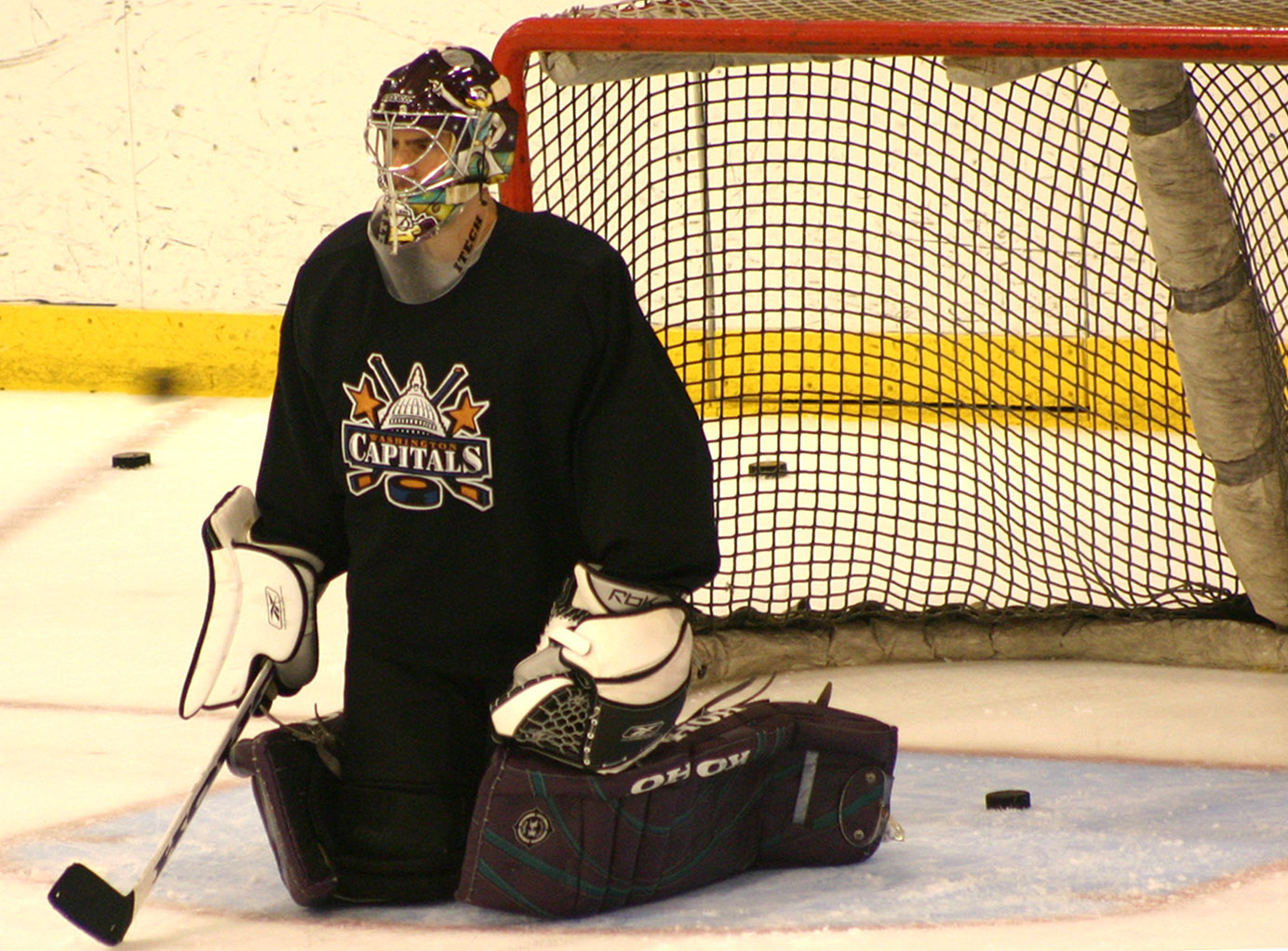
Cassivi im Trikot der Washington Capitals

2005 wechselte Frédéric Cassivi zu den Washington Capitals und somit zurück zu den Hershey Bears, die inzwischen Kooperationspartner des Franchises aus der Hauptstadt geworden waren. Noch im selben Jahr gewann er die Jack A. Butterfield Trophy als Most Valuable Player der AHL-Playoffs. Zur Saison 2008/09 unterschrieb der Torhüter einen Vertrag bei den Nürnberg Ice Tigers aus der Deutschen Eishockey Liga. Für die Saison 2009/10 wechselte er nach Österreich zu den Vienna Capitals, welche er zur Saison 2010/11 jedoch wieder verließ.
Im Februar 2013 wurde Cassivi von den Reading Royals aus der ECHL unter Vertrag genommen. Nach lediglich einem ECHL-Einsatz wurde sein Kontrakt wenige Tage später aufgelöst.

## Erfolge und Auszeichnungen
- 2001 AHL All-Star Classic

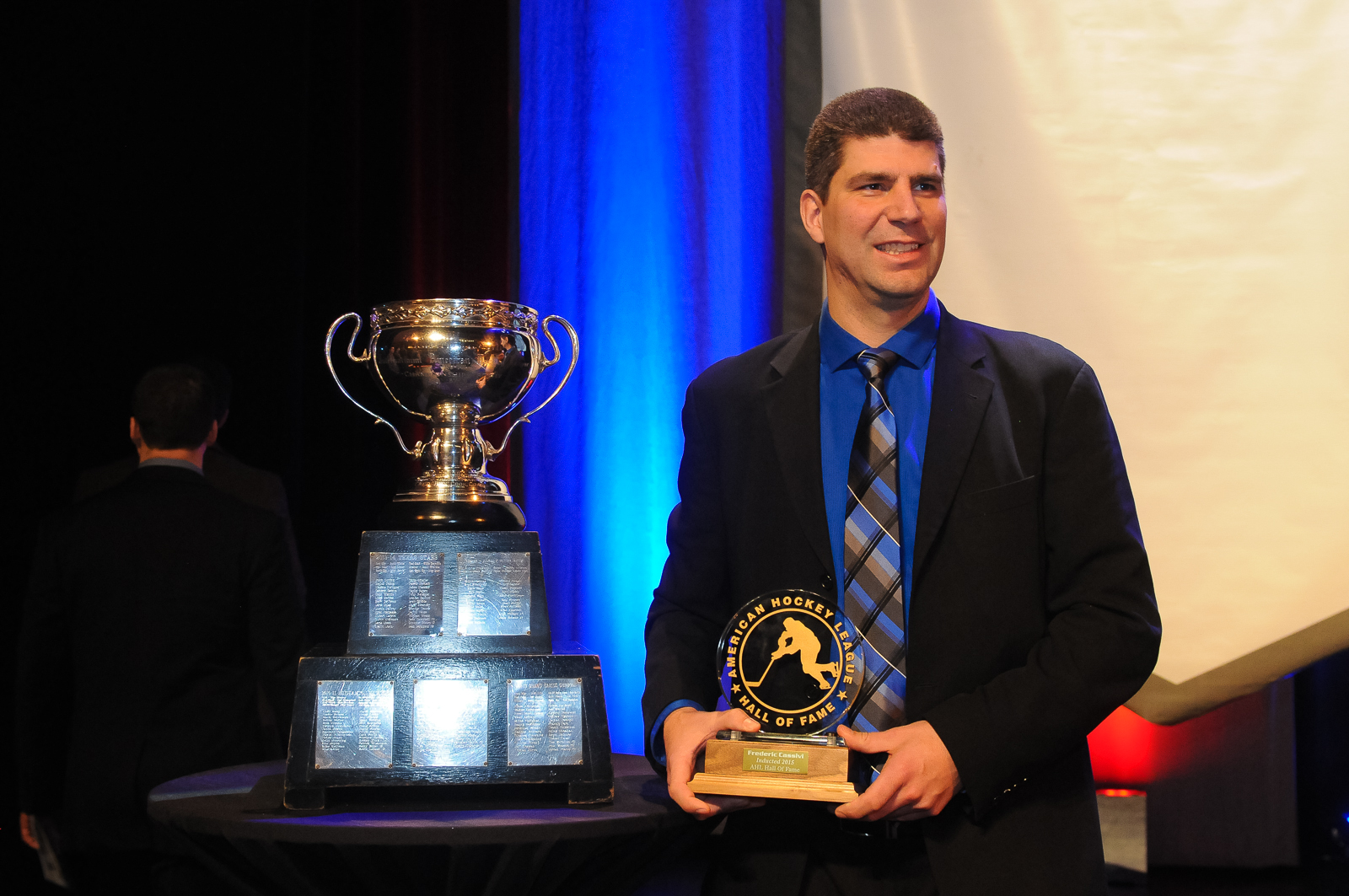
Cassivi bei der Aufnahme in die AHL Hall of Fame (2015)

- 2002 Calder-Cup-Gewinn mit den Chicago Wolves
- 2006 Jack A. Butterfield Trophy
- 2006 Calder-Cup-Gewinn mit den Hershey Bears
- 2015 Aufnahme in die AHL Hall of Fame

## Karrierestatistik

### Playoffs
(Legende zur Torhüterstatistik: GP oder Sp = Spiele insgesamt; W oder S = Siege; L oder N = Niederlagen; T oder U oder OT = Unentschieden oder Overtime- bzw. Shootout-Niederlage; Min. = Minuten; SOG oder SaT = Schüsse aufs Tor; GA oder GT = Gegentore; SO = Shutouts; GAA oder GTS = Gegentorschnitt; Sv% oder SVS% = Fangquote; EN = Empty Net Goal; 1 Play-downs/Relegation; Kursiv: Statistik nicht vollständig)